# Azorella julianii
Azorella julianii är en flockblommig växtart som beskrevs av Mildred Esther Mathias och Lincoln Constance. Azorella julianii ingår i släktet Azorella och familjen flockblommiga växter. Inga underarter finns listade i Catalogue of Life.